# (2468) Repin
(2468) Repin es un asteroide perteneciente al cinturón de asteroides, descubierto el 8 de octubre de 1969 por la astrónoma soviética Liudmila Chernyj desde el Observatorio Astrofísico de Crimea (República de Crimea, Rusia).

## Designación y nombre
Designado provisionalmente como 1969 TO1, y 1976 TB. Fue nombrado en homenaje al pintor ruso-ucraniano Iliá Repin, considerado el más importante representante de los realistas de Ucrania y Rusia.